# Draba hoppeana
Draba hoppeana är en korsblommig växtart som beskrevs av Heinrich Gottlieb Ludwig Reichenbach. Draba hoppeana ingår i släktet drabor, och familjen korsblommiga växter. Inga underarter finns listade i Catalogue of Life.

## Bildgalleri

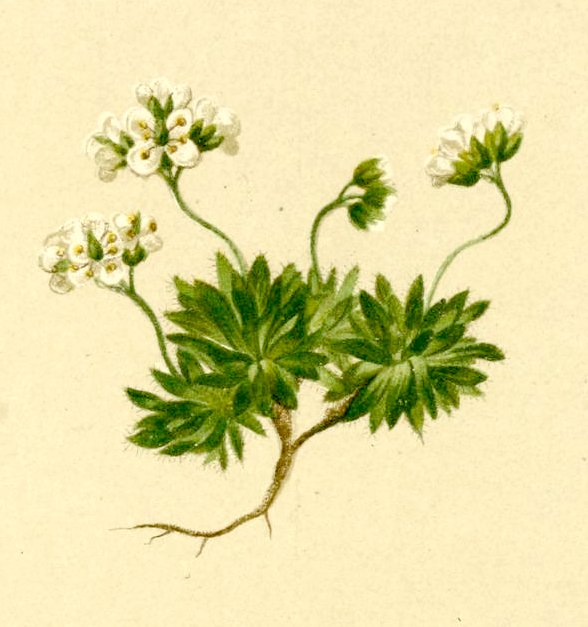
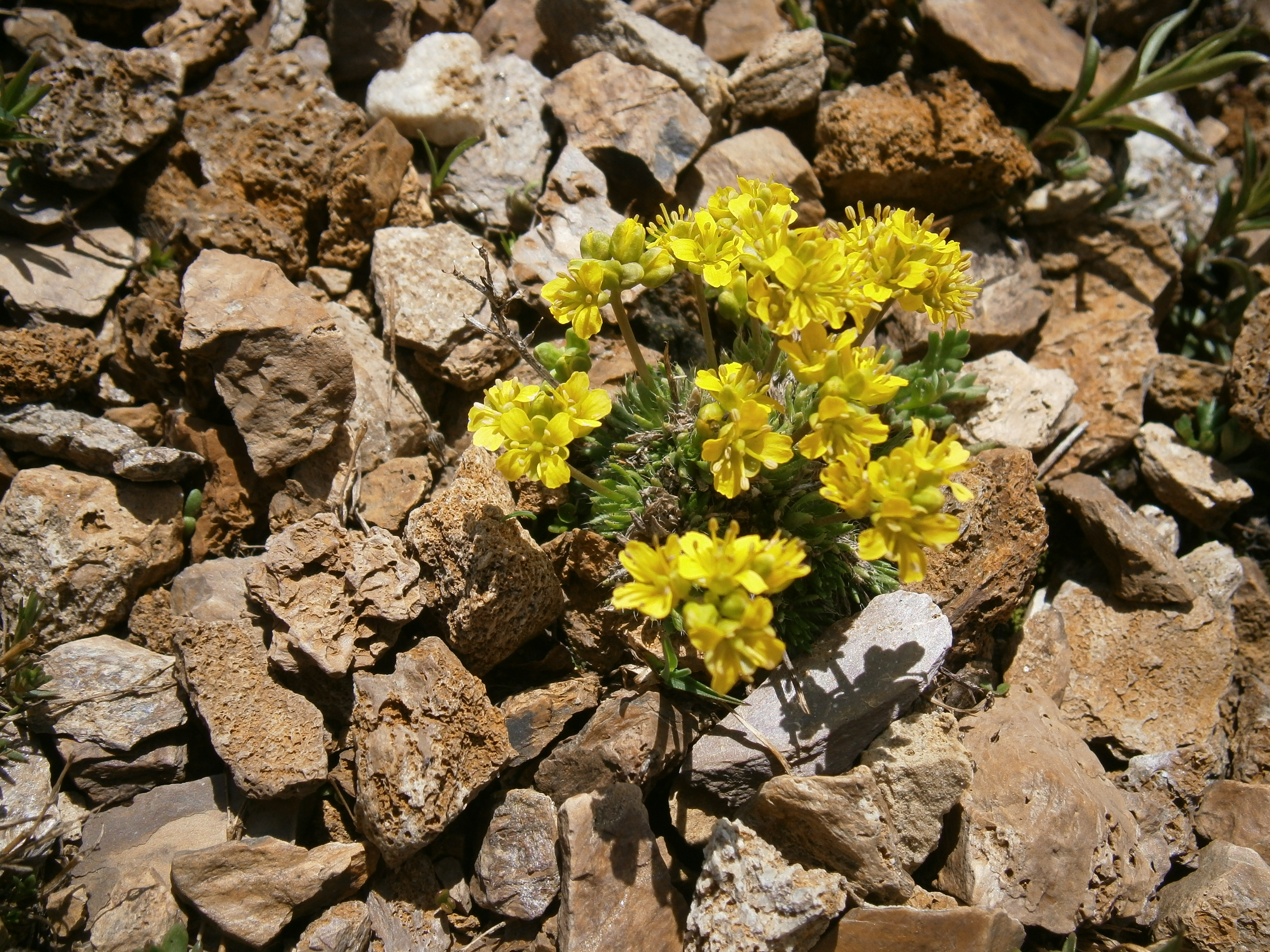
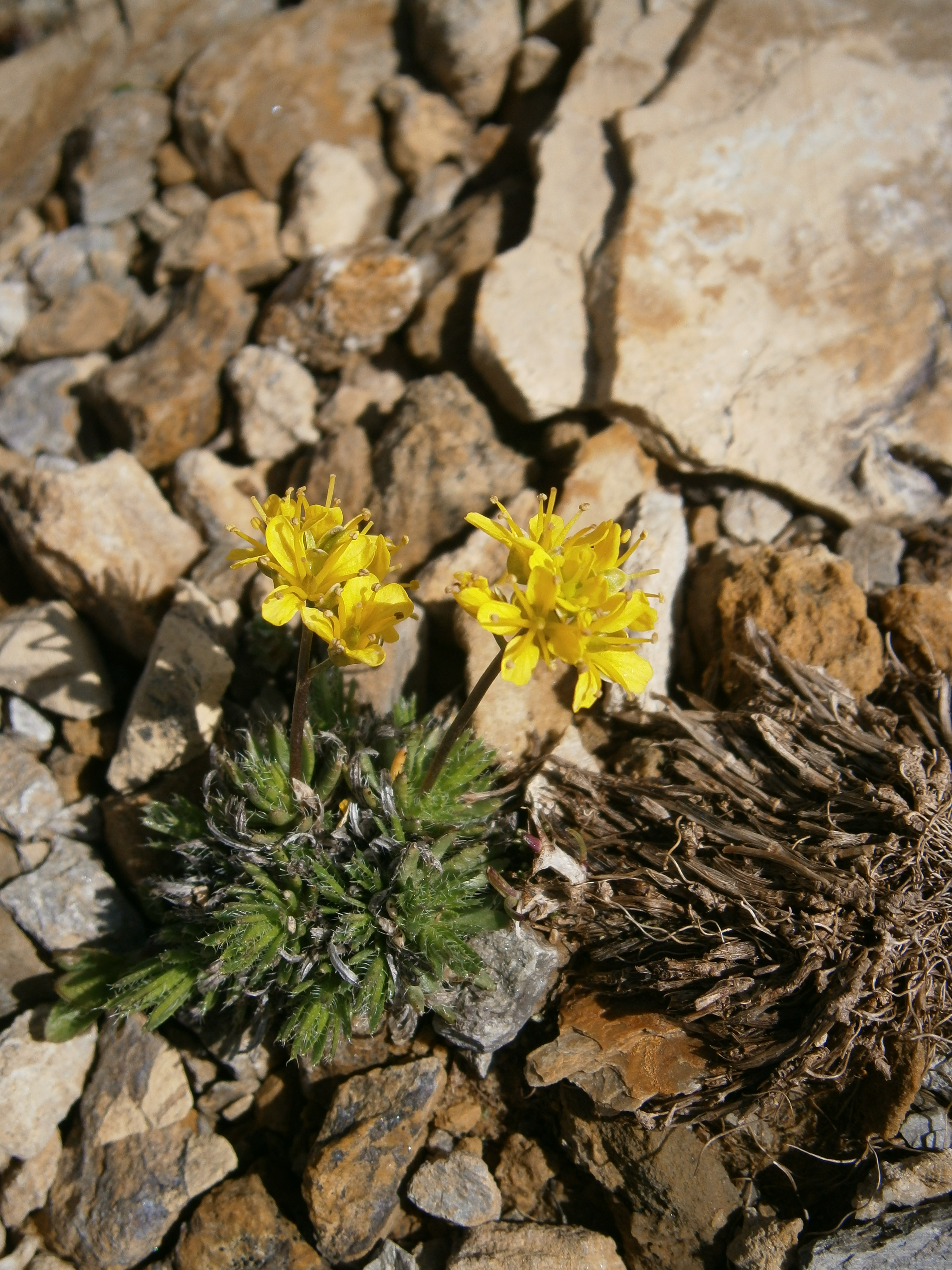
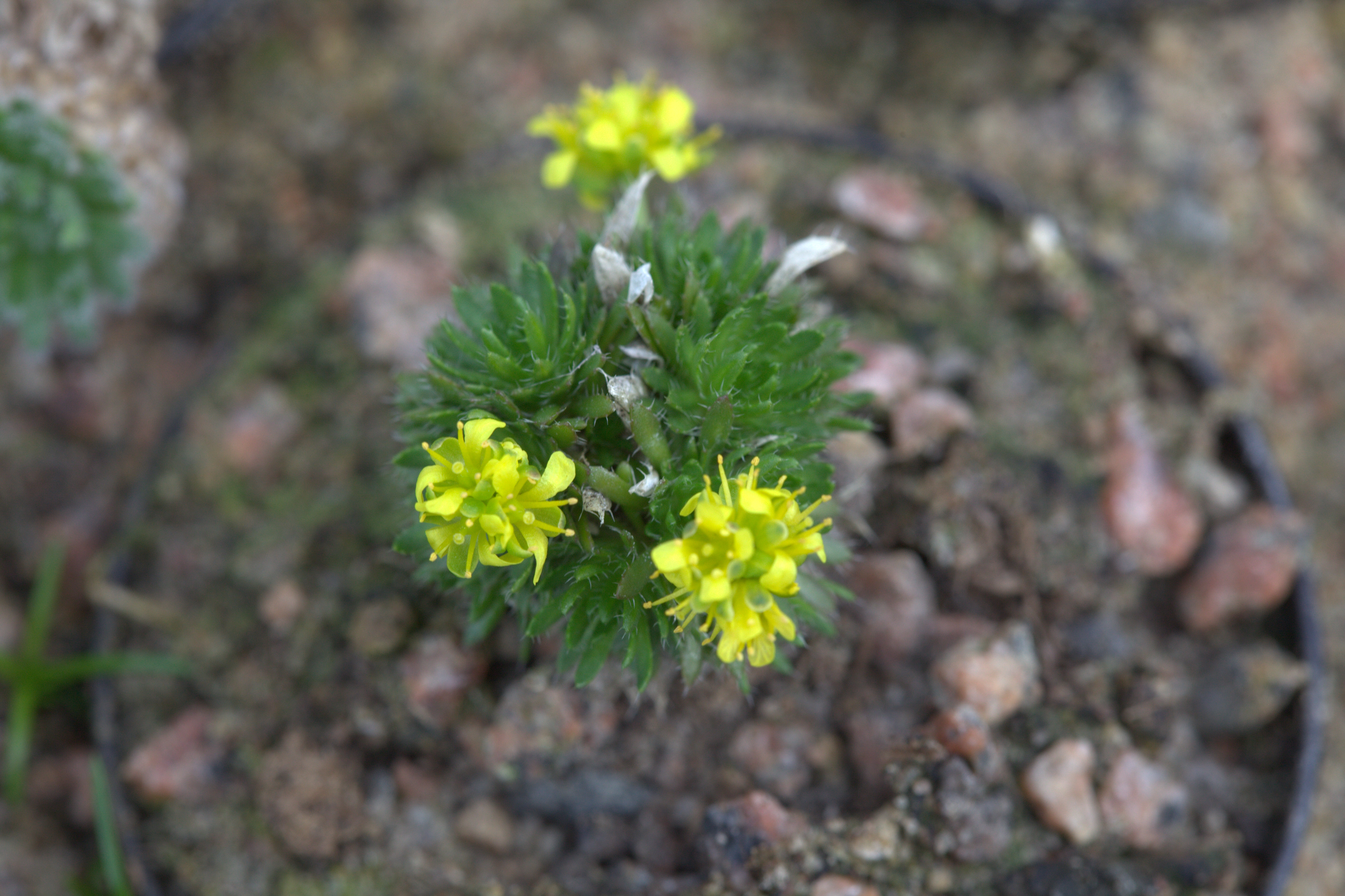
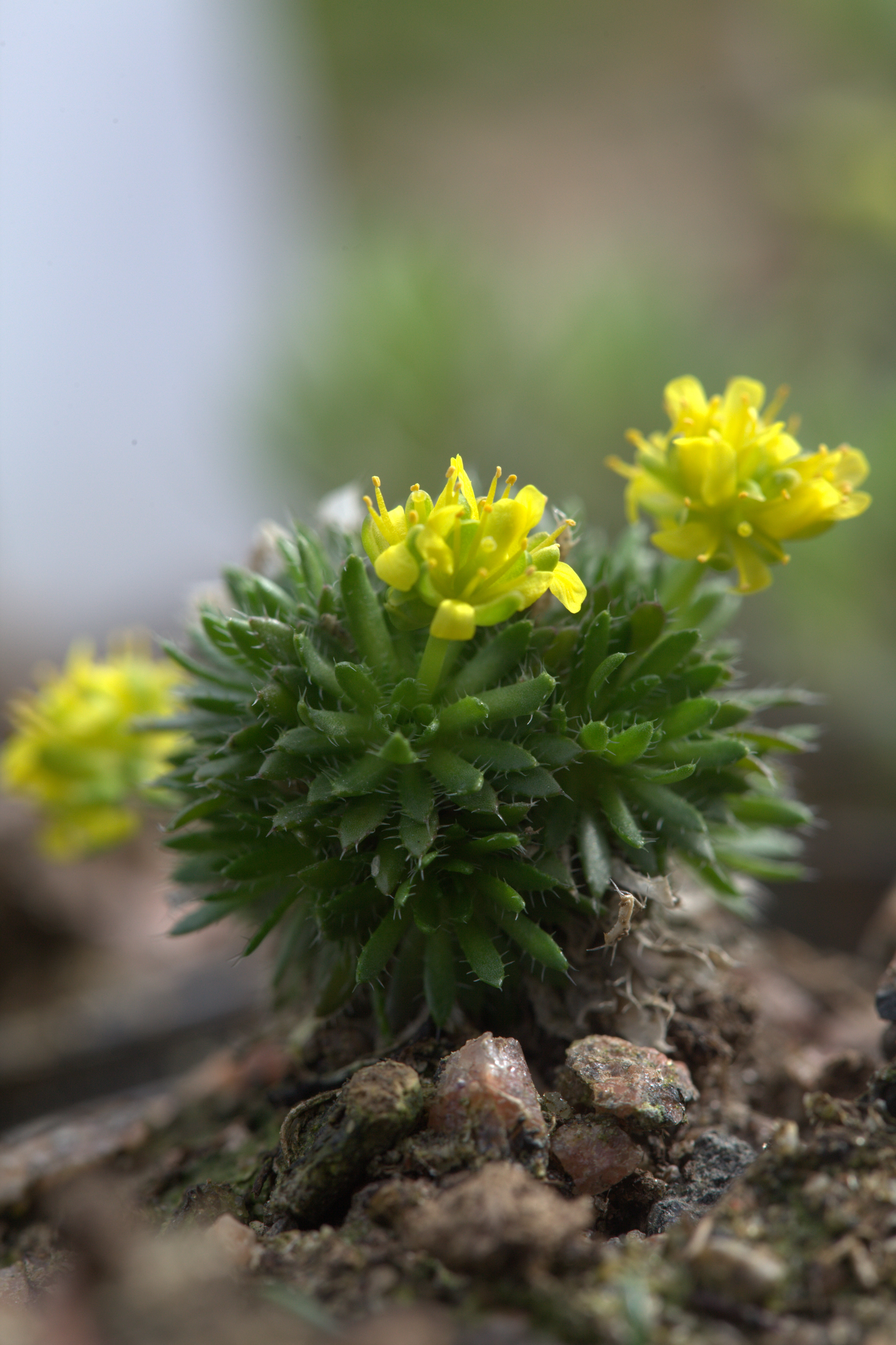